# Golf ai Giochi della XXXII Olimpiade - Individuale femminile
Il torneo individuale femminile ai Giochi olimpici di Tokyo del 2020 si è svolto dal 4 al 7 agosto 2021 al Kasumigaseki Country Club. Al torneo hanno preso parte 60 giocatrici provenienti da 35 nazioni.
La competizione è stata vinta dalla statunitense Korda, mentre l'argento e il bronzo sono andati rispettivamente alla giapponese Inami e alla neozelandese Ko. Quest'ultima, già vincitrice dell'argento nell'edizione precedente di Rio de Janeiro 2016, è divenuta la prima golfista a conquistare due medaglie ai Giochi olimpici estivi.

## Contesto storico
I primi tornei di golf olimpico ebbero luogo ai Giochi di Parigi 1900, con una gara maschile da trentasei buche di gioco a colpi e una femminile da sole nove buche di gioco a colpi. Ai successivi Giochi di Saint Louis 1904 venne esclusa completamente la categoria femminile, mentre furono disputati sia il torneo individuale maschile che quello a squadre.
La rassegna olimpica di Londra 1908 aveva inizialmente incluso il golf, tanto che alcuni golfisti si recarono lì per prendervi parte. Il torneo fu tuttavia cancellato all'ultimo momento a seguito di disaccordi in merito al suo formato. Fece quindi seguito una lunga assenza, sino a quando il Comitato Olimpico Internazionale votò nel 2009 per riportare la disciplina ai Giochi estivi di Rio de Janeiro 2016 e a quelli di Tokyo 2020.

## Qualificazione
Come per l'edizione maschile, la qualificazione al torneo individuale femminile è basata sulla classifica mondiale, con il termine fissato a circa un mese dall'apertura delle Olimpiadi. Come riferimento è stata utilizzata la Women's World Golf Rankings al 28 giugno 2021. Le prime 15 golfiste di tale classifica hanno avuto automaticamente accesso al torneo, con il limite di 4 per nazione.
I restanti posti sono stati occupati seguendo l'ordine di classifica sino ad esaurimento dei 60, con un massimo di due atlete per nazione. La nazione ospitante, ovvero il Giappone, ha avuto diritto ad almeno una golfista automaticamente qualificata. Al fine di garantire la partecipazione di tutti i continenti, ciascuno di essi ha avuto automaticamente diritto a una giocatrice, se non già qualificata secondo i criteri sopracitati.

### Giocatrici qualificate
Le seguenti 60 giocatrici hanno ottenuto la qualificazione al torneo femminile individuale di Tokyo 2020 sulla base del loro ranking mondiale:
Nota: i ranking della graduatoria mondiale femminile (Women’s World Golf Rankings o WWGR, nota anche come Graduatoria ufficiale Rolex del golf femminile) sotto riportati sono aggiornati al 28 giugno 2021
| Giocatrice                | Età | Ranking mondiale | Tour                                             | Piazzamento nella precedente edizione |
| ------------------------- | --- | ---------------- | ------------------------------------------------ | ------------------------------------- |
| Aditi Ashok               | 23  | 178ª             | LPGA Tour, Ladies European Tour                  | 41ª                                   |
| Pia Babnik                | 17  | 301ª             | Ladies European Tour                             | Non partecipante                      |
| Céline Boutier            | 26  | 58ª              | LPGA Tour, Ladies European Tour                  | Non partecipante                      |
| Ashleigh Buhai            | 32  | 76ª              | LPGA Tour, Ladies European Tour                  | 50ª                                   |
| Matilda Castren           | 26  | 74ª              | LPGA Tour, Ladies European Tour                  | Non partecipante                      |
| Tiffany Chan              | 27  | 218ª             | LPGA Tour                                        | 37ª                                   |
| Carlota Ciganda           | 31  | 32ª              | LPGA Tour, Ladies European Tour                  | 39ª                                   |
| Lucrezia Colombotto Rosso | 25  | 405ª             | Ladies European Tour                             | Non partecipante                      |
| Daniela Darquea           | 26  | 349ª             | LPGA Tour                                        | Non partecipante                      |
| Manon De Roey             | 29  | 278ª             | Ladies European Tour                             | Non partecipante                      |
| Perrine Delacour          | 27  | 101ª             | LPGA Tour                                        | Non partecipante                      |
| María Fassi               | 23  | 180ª             | LPGA Tour                                        | Non partecipante                      |
| Feng Shanshan             | 31  | 19ª              | LPGA Tour, Ladies European Tour                  | 3ª                                    |
| Hannan Green              | 24  | 15ª              | ALPG Tour, LPGA Tour                             | Non partecipante                      |
| Maha Haddioui             | 33  | 418ª             | Ladies European Tour                             | 59ª                                   |
| Georgia Hall              | 25  | 51ª              | LPGA Tour, Ladies European Tour                  | Non partecipante                      |
| Nasa Hataoka              | 22  | 11ª              | LPGA Tour                                        | Non partecipante                      |
| Brooke Henderson          | 23  | 7ª               | LPGA Tour                                        | 7ª (pari merito)                      |
| Hsu Wei-ling              | 26  | 78ª              | LPGA Tour                                        | Non partecipante                      |
| Mone Inami                | 22  | 27ª              | LPGA of Japan Tour                               | Non partecipante                      |
| Ariya Jutanugarn          | 25  | 21ª              | LPGA Tour, Ladies European Tour                  | Ritirata                              |
| Danielle Kang             | 28  | 5ª               | LPGA Tour                                        | Non partecipante                      |
| Kim Hyo-joo               | 26  | 6ª               | LPGA Tour, LPGA of Korea Tour                    | Non partecipante                      |
| Kim Sei-young             | 28  | 4ª               | LPGA Tour, LPGA of Korea Tour                    | 25ª                                   |
| Ko Jin-young              | 26  | 2ª               | LPGA Tour, LPGA of Korea Tour                    | Non partecipante                      |
| Lydia Ko                  | 24  | 10ª              | LPGA Tour                                        | 2ª                                    |
| Nanna Koerstz Madsen      | 26  | 52ª              | LPGA Tour, Ladies European Tour                  | 13ª                                   |
| Jessica Korda             | 28  | 13ª              | LPGA Tour                                        | Non partecipante                      |
| Nelly Korda               | 23  | 1ª               | LPGA Tour                                        | Non partecipante                      |
| Lee Min                   | 26  | 130ª             | LPGA Tour, Taiwan LPGA Tour, China LPGA Tour     | Non partecipante                      |
| Minjee Lee                | 25  | 14ª              | LPGA Tour                                        | 7ª (pari merito)                      |
| Lin Xiyu                  | 25  | 62ª              | LPGA Tour, Ladies European Tour, China LPGA Tour | 38ª                                   |
| Gaby López                | 27  | 64ª              | LPGA Tour                                        | 31ª (pari merito)                     |
| Leona Maguire             | 26  | 60ª              | LPGA Tour                                        | 21ª (pari merito)                     |
| Caroline Masson           | 32  | 68ª              | LPGA Tour, Ladies European Tour                  | 21ª (pari merito)                     |
| Stephanie Meadow          | 29  | 122ª             | LPGA Tour                                        | 31ª (pari merito)                     |
| Morgane Métraux           | 24  | 353ª             | Symetra Tour, Ladies European Tour               | Non partecipante                      |
| Giulia Molinaro           | 31  | 98ª              | LPGA Tour                                        | 53ª                                   |
| Azahara Muñoz             | 33  | 84ª              | LPGA Tour, Ladies European Tour                  | 21ª (pari merito)                     |
| Anna Nordqvist            | 34  | 49ª              | LPGA Tour, Ladies European Tour                  | 11ª                                   |
| Sanna Nuutinen            | 30  | 232ª             | Ladies European Tour                             | Non partecipante                      |
| Bianca Pagdanganan        | 23  | 165ª             | LPGA Tour                                        | Non partecipante                      |
| Park In-bee               | 33  | 3ª               | LPGA Tour                                        | 1ª                                    |
| Emily Kristine Pedersen   | 25  | 69ª              | Ladies European Tour                             | Non partecipante                      |
| Sophia Popov              | 28  | 23ª              | LPGA Tour, Symetra Tour                          | Non partecipante                      |
| Mel Reid                  | 33  | 38ª              | LPGA Tour, Ladies European Tour                  | Non partecipante                      |
| Madelene Sagström         | 28  | 72ª              | LPGA Tour, Ladies European Tour                  | Non partecipante                      |
| Yūka Sasō                 | 20  | 8ª               | LPGA Tour, LPGA of Japan Tour                    | Non partecipante                      |
| Alena Sharp               | 40  | 136ª             | LPGA Tour                                        | 30ª                                   |
| Magdalena Simmermacher    | 25  | 399ª             | Ladies European Tour                             | Non partecipante                      |
| Marianne Skarpnord        | 35  | 265ª             | LPGA Tour, Ladies European Tour                  | 25ª                                   |
| Klára Spilková            | 26  | 276ª             | LPGA Tour, Ladies European Tour                  | 48ª                                   |
| Kelly Tan                 | 27  | 154ª             | LPGA Tour                                        | 51ª                                   |
| Patty Tavatanakit         | 21  | 12ª              | LPGA Tour                                        | Non partecipante                      |
| Lexi Thompson             | 26  | 9ª               | LPGA Tour                                        | 19ª (pari merito)                     |
| Maria Torres              | 26  | 185ª             | LPGA Tour                                        | Non partecipante                      |
| Mariajo Uribe             | 31  | 306ª             | LPGA Tour                                        | 19ª (pari merito)                     |
| Albane Valenzuela         | 23  | 163ª             | LPGA Tour                                        | 21ª (pari merito)                     |
| Anne van Dam              | 25  | 133ª             | LPGA Tour, Ladies European Tour                  | Non partecipante                      |
| Christine Wolf            | 32  | 288ª             | Ladies European Tour                             | 43ª                                   |

### Ritiri
Ancora prima dell'inizio dei Giochi, si sono sollevate preoccupazioni in merito alla gestione della pandemia di COVID-19 in Giappone.
La sudafricana e 76ª del ranking mondiale Buhai, qualificatasi al torneo, annuncia nel luglio 2021 la scelta di non partecipare ai Giochi olimpici a causa dell'aumento dei contagi al virus SARS-CoV-2 a Tokyo e nel villaggio olimpico di Harumi Flag, ed è sostituita dalla connazionale Reto. Quest'ultima è risultata positiva al SARS-CoV-2 alcuni giorni prima dell'inizio del torneo ed è stata costretta a rinunciare anch'essa alla sua partecipazione. Al suo posto è stata invitata la golfista indiana Dagar.
Con l'assenza della delegazione sudafricana, il continente africano rimane perciò rappresentato dalla sola Haddioui.
Malgrado il prestigio del palcoscenico olimpico, vi sono altresì rinunce legate a motivi non correlati alla pandemia. La britannica Hall, anch'essa qualificata in base alla graduatoria mondiale, dichiara il proprio forfait dal torneo nel mese di luglio per focalizzarsi sugli imminenti Scottish e British Open ed è rimpiazzata dalla giocatrice di Northallerton Ewart Shadoff.
Similarmente, la norvegese Skarpnord decide di saltare la rassegna a cinque cerchi per concentrarsi sulla Aramco Series di Sotogrande in programma dal 5 al 7 agosto seguente, così come la svizzera Métraux, che sacrifica il torneo olimpico per prepararsi al meglio per il Symetra Tour. Prendono il loro posto, rispettivamente, le connazionali Daffinrud e Métraux (sorella maggiore).

## Nazioni partecipanti
Il torneo ha visto la partecipazione di 60 giocatrici provenienti da 35 nazioni diverse.
Nota: in grassetto la Nazione ospitante.
| America del Nord/America centrale (9) | America meridionale (3) | Europa (26)   | Oceania (3)       | Asia (18)         | Africa (1)  |
| ------------------------------------- | ----------------------- | ------------- | ----------------- | ----------------- | ----------- |
| Canada (2)                            | Argentina (1)           | Austria (1)   | Australia (2)     | Cina (2)          | Marocco (1) |
| Messico (2)                           | Colombia (1)            | Belgio (1)    | Nuova Zelanda (1) | Corea del Sud (4) |             |
| Porto Rico (1)                        | Ecuador (1)             | Danimarca (2) |                   | Filippine (2)     |             |
| Stati Uniti d'America (4)             |                         | Finlandia (2) | Giappone (2)      |                   |             |
|                                       | Francia (2)             | Hong Kong (1) |                   |                   |             |
| Germania (2)                          | India (2)               |               |                   |                   |             |
| Gran Bretagna (2)                     | Malaysia (1)            |               |                   |                   |             |
| Irlanda (2)                           | Taipei Cinese (2)       |               |                   |                   |             |
| Italia (2)                            | Thailandia (2)          |               |                   |                   |             |
| Norvegia (2)                          |                         |               |                   |                   |             |
| Paesi Bassi (1)                       |                         |               |                   |                   |             |
| Repubblica Ceca (1)                   |                         |               |                   |                   |             |
| Slovenia (1)                          |                         |               |                   |                   |             |
| Spagna (2)                            |                         |               |                   |                   |             |
| Svezia (2)                            |                         |               |                   |                   |             |
| Svizzera (1)                          |                         |               |                   |                   |             |

## Formato
È stato adottato il medesimo formato della precedente edizione: sia la gara maschile che quella femminile sono tornei di stroke play individuali a 72 buche. La medaglia d'oro è assegnata alla golfista che ha impiegato il minor numero di colpi al termine dei quattro round previsti (da 18 buche ciascuno).
Nel caso di parità per ciascuno dei primi tre posti, si procede a uno spareggio (play-off) a 3 buche per determinare i piazzamenti per la medaglia d'oro, d'argento e di bronzo.

## Calendario
Come per la maggior parte dei tornei stroke play, l'evento si tiene su quattro giornate (da mercoledì a sabato). 
Il percorso standard di ciascun round consiste in 18 buche, localizzate in aree diverse.
Gli orari sotto riportati seguono il fuso orario giapponese (UTC+9)
| Data                    | Ora  | Round         |
| ----------------------- | ---- | ------------- |
| Mercoledì 4 agosto 2021 | 7:30 | Primo round   |
| Giovedì 5 agosto 2021   | 7:30 | Secondo round |
| Venerdì 6 agosto 2021   | 7:30 | Terzo round   |
| Sabato 7 agosto 2021    | 6:30 | Quarto round  |

## Risultati

### Primo round
Il torneo di golf femminile ai Giochi di Tokyo 2020 si apre mercoledì 4 agosto 2021 sul campo del Kasumigaseki Country Club di Kawagoe.
Al termine del primo round di gara la ventottenne svedese e nº 72 del mondo Sagström si piazza momentaneamente in testa con 66 colpi (-5 al par) e senza alcun bogey, precedendo l'indiana Aditi e la statunitense Korda. Sia la Sagström che la Korda sono all'esordio olimpico, mentre la Ashok aveva già partecipato al torneo femminile di Rio de Janeiro 2016. La campionessa olimpica in carica Park apre invece con 69 colpi, chiudendo la prima giornata al settimo posto a pari merito con altre golfiste.
Da segnalare anche le condizioni di afa che, come da previsione, mettono a dura prova il normale svolgimento del torneo.
| Posizione | Giocatrice           | Nazionalità           | Punteggio | Al par |
| --------- | -------------------- | --------------------- | --------- | ------ |
| 1         | Madelene Sagström    | Svezia                | 66        | −5     |
| P2        | Aditi Ashok          | India                 | 67        | −4     |
| P2        | Nelly Korda          | Stati Uniti d'America | 67        | −4     |
| P4        | Matilda Castren      | Finlandia             | 68        | −3     |
| P4        | Carlota Ciganda      | Spagna                | 68        | −3     |
| P4        | Ko Jin-young         | Corea del Sud         | 68        | −3     |
| P7        | Hsu Wei-ling         | Taipei Cinese         | 69        | −2     |
| P7        | Danielle Kang        | Stati Uniti d'America | 69        | −2     |
| P7        | Kim Sei-young        | Corea del Sud         | 69        | −2     |
| P7        | Lee Min              | Taipei Cinese         | 69        | −2     |
| P7        | Nanna Koerstz Madsen | Danimarca             | 69        | −2     |
| P7        | Azahara Muñoz        | Spagna                | 69        | −2     |
| P7        | Bianca Pagdanganan   | Filippine             | 69        | −2     |
| P7        | Park In-bee          | Corea del Sud         | 69        | −2     |
| P7        | Klára Spilková       | Repubblica Ceca       | 69        | −2     |

### Secondo round
Al termine del secondo giro di giovedì 5 agosto 2021, la nº 1 del ranking mondiale Korda, malgrado un doppio bogey sulla buca 18, passa in vantaggio sulle concorrenti grazie a un parziale di 62 (-9) su un totale di 129 – giro più basso nella storia delle Olimpiadi, a pari merito con il 62 della russa Verčenova durante l'ultima giornata di Rio de Janeiro 2016 – che le conferisce un margine di quattro colpi sulle inseguitrici più vicine, ovvero la Aditi e le due danesi Madsen e Pedersen, tutte ferme a 133 (-9). La precedente leader Sagström scala in quinta posizione (134; -8), mentre la medagliata d'argento di Rio de Janeiro 2016 Ko aggancia la nona piazza con 137 colpi (137; -5), dopo una partenza contratta.
Nel frattempo il caldo soffocante e l'elevata umidità nei dintorni del campo da golf continuano a bersagliare sia le giocatrici che i loro staff, tanto da provocare il malore di alcuni caddie presenti.
| Posizione | Giocatrice              | Nazionalità           | Punteggio | Al par |
| --------- | ----------------------- | --------------------- | --------- | ------ |
| 1         | Nelly Korda             | Stati Uniti d'America | 67-62=129 | −13    |
| P2        | Aditi Ashok             | India                 | 67-66=133 | −9     |
| P2        | Nanna Koerstz Madsen    | Danimarca             | 69-64=133 | −9     |
| P2        | Emily Kristine Pedersen | Danimarca             | 70-63=133 | −9     |
| 5         | Madelene Sagström       | Svezia                | 66-68=134 | −8     |
| P6        | Mone Inami              | Giappone              | 70-65=135 | −7     |
| P6        | Ko Jin-young            | Corea del Sud         | 68-67=135 | −7     |
| 8         | Hannah Green            | Australia             | 71-65=136 | −6     |
| P9        | Lydia Ko                | Nuova Zelanda         | 70-67=137 | −5     |
| P9        | Lin Xiyu                | Cina                  | 71-66=137 | −5     |

### Terzo round
La statunitense Korda rimane in testa dopo il terzo round di venerdì 6 agosto 2021, chiudendo con un parziale di 69 su un totale di 198 (-15 al par) e un vantaggio di tre colpi sull'indiana Aditi, quest'ultima diretta inseguitrice e autrice di due birdie nelle ultime quattro buche. Segue un gruppetto di quattro giocatrici a 203 (-10), mentre la cinese e medaglia di bronzo di Rio de Janeiro 2016 Feng continua la sua rimonta da metà classifica risalendo in decima posizione a pari merito con la nº 2 del ranking mondiale Ko e altre quattro concorrenti tutte a 206 (-15). Si allontana invece dalla zona podio la campionessa in carica Park, scivolata alla ventisettesima posizione con 210 (-3).
| Posizione | Giocatrice              | Nazionalità           | Punteggio    | Al par |
| --------- | ----------------------- | --------------------- | ------------ | ------ |
| 1         | Nelly Korda             | Stati Uniti d'America | 67-62-69=198 | −15    |
| 2         | Aditi Ashok             | India                 | 67-66-68=201 | −12    |
| P3        | Hannah Green            | Australia             | 71-65-67=203 | −10    |
| P3        | Mone Inami              | Giappone              | 70-65-68=203 | −10    |
| P3        | Lydia Ko                | Nuova Zelanda         | 70-67-66=203 | −10    |
| P3        | Emily Kristine Pedersen | Danimarca             | 70-63-70=203 | −10    |
| P7        | Nasa Hataoka            | Giappone              | 70-68-67=205 | −8     |
| P7        | Nanna Koerstz Madsen    | Danimarca             | 69-64-72=205 | −8     |
| P7        | Madelene Sagström       | Svezia                | 66-68-71=205 | −8     |
| P10       | Matilda Castren         | Finlandia             | 68-70-68=206 | −7     |
| P10       | Feng Shanshan           | Cina                  | 74-64-68=206 | −7     |
| P10       | Kim Sei-young           | Corea del Sud         | 69-69-68=206 | −7     |
| P10       | Ko Jin-young            | Corea del Sud         | 68-67-71=206 | −7     |
| P10       | Lin Xiyu                | Cina                  | 71-66-69=206 | −7     |
| P10       | Stephanie Meadow        | Irlanda               | 72-66-68=206 | −7     |

### Turno finale
Il turno finale di gara si svolge sabato 7 agosto 2021: la partenza, inizialmente prevista per le 7:30 di mattina, è anticipata di un'ora per evitare problemi con il caldo torrido del campo durante le ore pomeridiane. Al termine di quest'ultimo girone sono state assegnate le medaglie olimpiche alle prime tre giocatrici classificate. La vittoria è andata alla golfista che ha terminato il giro di buche stabilite con il minor numero di colpi. La somma dei par delle diverse buche rappresenta il par del campo.
L'ultima parte della prova è inframezzata da una sospensione temporanea di 49 minuti per allerta meteo a causa dell'arrivo di una forte tempesta tropicale. Il torneo femminile si chiude con il trionfo della leader di classifica Korda, capace di agguantare la medaglia d'oro con un ultimo parziale di 69 su 267 colpi (-17) e di resistere all'assalto della golfista di casa Inami e della neozelandese Ko. Il serrato duello tra queste ultime, finite entrambe in seconda piazza con un ottimo finale di gara da 65 su 268 colpi (-16), culmina in uno spareggio per l'argento e il bronzo dove grazie a un par è la nipponica ad avere la meglio. La Inami è così la prima golfista giapponese a conquistare una medaglia per il proprio Paese, mentre la Ko diventa la prima golfista della storia a conquistare due medaglie ai Giochi olimpici estivi.
| Pos. | Giocatrice                | Nazionalità           | Turno 1 | Turno 2 | Turno 3 | Turno 4 | Totale | Al par |
| ---- | ------------------------- | --------------------- | ------- | ------- | ------- | ------- | ------ | ------ |
|      | Nelly Korda               | Stati Uniti d'America | 67      | 62      | 69      | 69      | 267    | −17    |
|      | Mone Inami                | Giappone              | 70      | 65      | 68      | 65      | 268    | −16    |
|      | Lydia Ko                  | Nuova Zelanda         | 70      | 67      | 66      | 65      | 268    | −16    |
| P4   | Aditi Ashok               | India                 | 67      | 66      | 68      | 68      | 269    | −15    |
| P5   | Hannah Green              | Australia             | 71      | 65      | 67      | 68      | 271    | −13    |
| P5   | Emily Kristine Pedersen   | Danimarca             | 70      | 63      | 70      | 68      | 271    | −13    |
| P7   | Stephanie Meadow          | Irlanda               | 72      | 66      | 68      | 66      | 272    | −12    |
| P8   | Feng Shanshan             | Cina                  | 74      | 64      | 68      | 67      | 273    | −11    |
| P9   | Nasa Hataoka              | Giappone              | 70      | 68      | 67      | 69      | 274    | −10    |
| P9   | Kim Sei-young             | Corea del Sud         | 69      | 69      | 68      | 68      | 274    | −10    |
| P9   | Ko Jin-young              | Corea del Sud         | 68      | 67      | 71      | 68      | 274    | −10    |
| P9   | Lin Xiyu                  | Cina                  | 71      | 66      | 69      | 68      | 274    | −10    |
| P9   | Nanna Koerstz Madsen      | Danimarca             | 69      | 64      | 72      | 69      | 274    | −10    |
| P9   | Yūka Sasō                 | Filippine             | 74      | 68      | 67      | 65      | 274    | −10    |
| P15  | Hsu Wei-ling              | Taipei Cinese         | 69      | 69      | 71      | 66      | 275    | −9     |
| P15  | Kim Hyo-joo               | Corea del Sud         | 70      | 68      | 70      | 67      | 275    | −9     |
| P15  | Jessica Korda             | Stati Uniti d'America | 71      | 67      | 73      | 64      | 275    | −9     |
| P18  | Matilda Castren           | Finlandia             | 68      | 70      | 68      | 70      | 276    | −8     |
| P18  | Albane Valenzuela         | Svizzera              | 71      | 69      | 67      | 69      | 276    | −8     |
| P20  | Danielle Kang             | Stati Uniti d'America | 69      | 69      | 74      | 65      | 277    | −7     |
| P20  | Sanna Nuutinen            | Finlandia             | 70      | 68      | 69      | 70      | 277    | −7     |
| P20  | Madelene Sagström         | Svezia                | 66      | 68      | 71      | 72      | 277    | −7     |
| P23  | María Fassi               | Messico               | 73      | 70      | 68      | 68      | 279    | −5     |
| P23  | Leona Maguire             | Irlanda               | 71      | 67      | 70      | 71      | 279    | −5     |
| P23  | Anna Nordqvist            | Svezia                | 72      | 69      | 68      | 70      | 279    | −5     |
| P23  | Park In-bee               | Corea del Sud         | 69      | 70      | 71      | 69      | 279    | −5     |
| P23  | Klára Spilková            | Repubblica Ceca       | 69      | 70      | 71      | 69      | 279    | −5     |
| P23  | Patty Tavatanakit         | Thailandia            | 71      | 71      | 69      | 68      | 279    | −5     |
| P29  | Carlota Ciganda           | Spagna                | 68      | 73      | 70      | 69      | 280    | −4     |
| P29  | Perrine Delacour          | Francia               | 70      | 70      | 69      | 71      | 280    | −4     |
| P29  | Brooke Henderson          | Canada                | 74      | 68      | 71      | 67      | 280    | −4     |
| P29  | Minjee Lee                | Australia             | 71      | 68      | 73      | 68      | 280    | −4     |
| P33  | Lexi Thompson             | Stati Uniti d'America | 72      | 71      | 69      | 69      | 281    | −3     |
| P34  | Pia Babnik                | Slovenia              | 71      | 71      | 73      | 67      | 282    | −2     |
| P34  | Céline Boutier            | Francia               | 73      | 68      | 72      | 69      | 282    | −2     |
| P34  | Min Lee                   | Taipei Cinese         | 69      | 69      | 72      | 72      | 282    | −2     |
| P34  | Kelly Tan                 | Malaysia              | 73      | 73      | 72      | 64      | 282    | −2     |
| P38  | Daniela Darquea           | Ecuador               | 72      | 73      | 65      | 73      | 283    | −1     |
| P38  | Gaby López                | Messico               | 71      | 72      | 69      | 71      | 283    | −1     |
| P40  | Caroline Masson           | Germania              | 71      | 70      | 68      | 75      | 284    | Par    |
| P40  | Sophia Popov              | Germania              | 71      | 72      | 70      | 71      | 284    | Par    |
| P40  | Jodi Ewart Shadoff        | Gran Bretagna         | 74      | 68      | 70      | 72      | 284    | Par    |
| P43  | Maha Haddioui             | Marocco               | 72      | 74      | 70      | 69      | 285    | +1     |
| P43  | Ariya Jutanugarn          | Thailandia            | 77      | 67      | 69      | 72      | 285    | +1     |
| P43  | Bianca Pagdanganan        | Filippine             | 69      | 71      | 71      | 74      | 285    | +1     |
| P46  | Manon De Roey             | Belgio                | 71      | 67      | 74      | 74      | 286    | +2     |
| P46  | Giulia Molinaro           | Italia                | 75      | 71      | 70      | 70      | 286    | +2     |
| P48  | Maria Torres              | Porto Rico            | 73      | 77      | 70      | 67      | 287    | +3     |
| P49  | Tiffany Chan              | Hong Kong             | 77      | 74      | 69      | 70      | 290    | +6     |
| P49  | Diksha Dagar              | India                 | 76      | 72      | 72      | 70      | 290    | +6     |
| P49  | Azahara Muñoz             | Spagna                | 69      | 76      | 73      | 72      | 290    | +6     |
| P49  | Alena Sharp               | Canada                | 74      | 71      | 69      | 76      | 290    | +6     |
| P49  | Mariajo Uribe             | Colombia              | 73      | 77      | 70      | 70      | 290    | +6     |
| P54  | Kim Métraux               | Svizzera              | 74      | 70      | 74      | 73      | 291    | +7     |
| P55  | Mel Reid                  | Gran Bretagna         | 73      | 75      | 76      | 69      | 293    | +9     |
| P56  | Christine Wolf            | Austria               | 71      | 72      | 81      | 73      | 297    | +13    |
| P57  | Anne van Dam              | Paesi Bassi           | 74      | 78      | 69      | 77      | 298    | +14    |
| P58  | Magdalena Simmermacher    | Argentina             | 76      | 70      | 78      | 76      | 300    | +16    |
| P59  | Lucrezia Colombotto Rosso | Italia                | 75      | 74      | 75      | 78      | 302    | +18    |
| P60  | Tonje Daffinrud           | Norvegia              | 81      | 73      | 81      | 74      | 309    | +25    |

#### Spareggio per la medaglia d'argento
Lo spareggio finale tra Mone Inami e Lydia Ko, per l'assegnazione della medaglia d'argento, si svolge sulla buca 18. Si rivela decisivo già il colpo del tee, con la nipponica capace di trovare subito il fairway mentre la neozelandese incappa in un bunker. Uscita poi dalla situazione difficoltosa e a un passo dal par, che avrebbe pareggiato i conti, la ventiquattrenne sbaglia tuttavia il suo putt, consegnando di fatto la medaglia d'argento alla rivale.
| Posizione finale | Giocatrice | Nazionalità   | Buca 18 |
| ---------------- | ---------- | ------------- | ------- |
|                  | Mone Inami | Giappone      | 4 (Par) |
|                  | Lydia Ko   | Nuova Zelanda | 5       |